# Until the End of Time (álbum)
Until the End of Time (em português: Até ao Fim dos Tempos) é o segundo álbum póstumo do rapper estadunidense Tupac Shakur. Ele contém uma coleção de material não lançado e sons remixados do período quando 2Pac estava na Death Row Records. O álbum foi certificado pela RIAA três vezes como platina.

## Faixas

### Disco 1
| #  | Faixa                          | Participação(es)                           | Produtor(es)   |
| -- | ------------------------------ | ------------------------------------------ | -------------- |
| 1  | "Ballad of a Dead Soulja"      |                                            | Johnny J       |
| 2  | "Fuck Friendz"                 | Tiffany Villarreal                         | QDIII          |
| 3  | "Lil' Homies"                  |                                            | Johnny J       |
| 4  | "Let Em Have It"               | SKG, Honey                                 | LT Hutton      |
| 5  | "Good Life"                    | Big Syke, E.D.I.                           | Mike Mosley    |
| 6  | "Letter 2 My Unborn"           | Anthem, Tena Jones                         | Johnny "J"     |
| 7  | "Breathin"                     | Outlawz                                    | Johnny "J"     |
| 8  | "Happy Home"                   | Yusef Sharid, Barbara Wilson, Tracy Hardin | Johnny "J"     |
| 9  | "All Out"                      | Outlawz                                    | Big Simon Says |
| 10 | "Fuckin' Wit' The Wrong Nigga" |                                            | Hurt-M-Badd    |
| 11 | "Thug N U Thug N Me (Remix)"   | K-Ci & JoJo                                | Johnny "J"     |
| 12 | "Everything They Owe"          | Timothy                                    | Johnny J       |
| 13 | "Until the End of Time"        | R.L. Huggar, Next                          | Johnny "J"     |
| 14 | "M.O.B."                       | Outlawz, Thug Life                         | Kurt Couthan   |
| 15 | "World Wide Mob Figgaz"        | Outlawz, Ta'he                             | Johnny J       |

### Disco 2
| #  | Canção                             | Participação(es)      | Produtor(es)                        |
| -- | ---------------------------------- | --------------------- | ----------------------------------- |
| 1  | "Big Syke Interlude"               | Big Syke              | Cold 187um                          |
| 2  | "My Closest Roaddogz"              | Shiro, Timothy        | Johnny "J"                          |
| 3  | "Niggaz Nature (Remix)"            | Lil' Mo               | QDIII                               |
| 4  | "When Thugz Cry"                   |                       | Johnny "J"                          |
| 5  | "U Don't Have 2 Worry"             | Outlawz               | QDIII                               |
| 6  | "This Ain't Livin'"                | Vanessa               | Johnny "J"                          |
| 7  | "Why U Turn On Me?"                |                       | 2Pac                                |
| 8  | "LastOnesLeft"                     | Outlawz               | Johnny "J"                          |
| 9  | "Thug N U Thug N Me"               | K-Ci & JoJo           | Johnny "J"                          |
| 10 | "Words 2 My First Born"            | Above the Law         | DJ Quik                             |
| 11 | "Let Em Have It (Remix)"           | Lisa "Left Eye" Lopes | LT Hutton                           |
| 12 | "Runnin' on E"                     | Outlawz               | 2Pac                                |
| 13 | "When I Get Free"                  | J. Valentine          | Johnny "J"                          |
| 14 | "Until the End of Time (RP Remix)" | Richard Page          | Johnny "J", Franky "Nitty" Pimental |

## Paradas musicais
| Parada musical (2001)     | Melhor Posição |
| ------------------------- | -------------- |
| Australian Charts         | #37            |
| Austrian Charts           | #63            |
| Belgium Charts (Flanders) | #6             |
| Billboard 200             | #1             |
| Canadian Charts           | #2             |
| Deutsch Charts            | #23            |
| Dutch Charts              | #10            |
| French Charts             | #38            |
| Irish Charts              | #25            |
| New Zealand Charts        | #24            |
| Top R&B/Hip Hop Albums    | #1             |
| Switzerland Chart         | #34            |
| UK Chart                  | #31 / #33      |

## Amostras
- "Ballad of a Dead Soulja"
  - "Little Child Running Wild" de Curtis Mayfield
- "Letter 2 My Unborn"
  - "Liberian Girl" de Michael Jackson[19]
- "Until the End of Time"
  - "Broken Wings" de Mr. Mister
- "When Thugz Cry"
  - "Fragile" de Sting

## As amostras usadas mais tarde
- "Fuck Friendz"
  - "Ether" de Nas from the album Stillmatic

- Niggaz Nature
  - What's Luv?* de Fat Joe from the album Jealous Ones Still Envy

| Precedido por Hot Shot de Shaggy | Billboard 200 number-one album April 14, 2001 - April 20, 2001 | Sucedido por Now 6 by Various artists |